# NGC 3857
NGC 3857是一个位于狮子座的透鏡狀星系，距离地球2.95亿光年，1884年3月23日由讓·瑪里·愛德華·史提芬发现，属于I獅子座星系團。